# 小助さま力丸さま -コンペイ島の竜-
『小助さま力丸さま -コンペイ島の竜-』（こすけさまりきまるさま コンペイとうのりゅう）は、1988年に製作された日本のアニメである。
1988年に行われた週刊少年ジャンプ20周年のイベント「ジャンプ・アニメ・カーニバル」で上映されたアニメ。製作はJ.C.STAFF。上映時間は50分。
漫画家の鳥山明が脚本、キャラクターデザイン、カラーリングデザインを手がけているオリジナルアニメ。世界で最後の竜が生息する島を守る、2人のパワフルな兄弟の活躍を描いたコミカルアクション劇である。製作当初は『ドンプットの竜』『竜と小助さま』などのタイトルが考えられ、主人公も異なり、話もシリアスなものが考えられていた。また鳥山は本作を通じて芦田豊雄の絵に影響を受けたと語る。

## ストーリー
世界で最後の竜がいる海に浮かぶ小さな島・コンペイ島。この島の自由と平和を守る警備隊・小助と力丸の兄弟は今日も夕飯の食料を得るために狩りに出ていた。そんな中「東京から来た学者を迎えに行く」という約束を思い出し港へと急ぐ。
東京から来た学者・狸小路桜子は竜の研究のために、竜に会わせるように頼むが、小助は「竜は島の守り神で、竜がいなくなると人も生きてゆけない」と断る。
その次の日、桜子の持っていたチョコを食べた2人は、竜と会わせる代わりに「チョコと自転車をもらう」という約束で、竜に合わせることになった。
その頃、島の上空では山田大八郎の一味が竜の額に輝く「竜の石」を自分のコレクションとするため、島に向かっていた。

## 登場人物
小助（）
声 - 松岡洋子　
コンペイ島の警備隊として島の平和と竜を守っている少年。丁髷頭と着物が特徴。両親を2年前のとある事故で失っているが、誠実かつ正義感の強い元気な超自然児である。弟と共に超人的な能力を持ち、垂直の壁を走ったり、ミサイルよりも速く走る、至近距離でのマシンガンを初見なのに避ける、巨岩を軽々と持ち上げ投げつける、蓮の葉で空を飛ぶ、上空に打ちあがった後に自在に滑空する、崖が崩れるほどの衝撃で叩きつけられて岩石に埋まってもほとんど無傷である（これらは力丸にも当てはまる）。槍を得意とするがマイケルとの闘いで槍を壊された後は口から火を吹いたり（この際、口に何かを含んでから火炎を吐いていた）、手裏剣を使用していた。槍で丸太から精工な天狗の面とゲタを一瞬で作り出す（彼らの父も家財道具やボートを同様に作り出していたらしい）。
力丸（）
声 - 太田貴子
小助の弟。小助のことは「兄上」と呼ぶ。白い帽子と着物が特徴。小助を尊敬し、桜子に自分たちを様付けするようにえらそうな態度をとることもあるが、自転車をねだったり、寝言で「母上」と言うなど子供らしい一面もある。刀を武器とするほか、口から火炎を吹く（口に何かを含んだ描写が無く、連続して火を噴いていた）。剣術の腕は凄まじく、大量の木材を一瞬で作り出したり弾丸を全て弾き飛ばすが、これでも小助には敵わないとしている。
狸小路 桜子（）
声 - 西原久美子
東京から竜の研究に来た学者で、眼鏡をかけた若い女性。小助と力丸の家に世話になるが、2人の暮らしに振り回される。
三平じいさん（）
声 - 及川ヒロオ
本土とコンペイ島を結ぶホバークラフトを運転する老人。スケベな性格であり、海の上で桜子を水着に着替えさせようとしていた。
杉作（）
声 - 千原江理子
力丸の友人。お面をかぶっている。自転車を持っており、小助にうらやましがられる。
ポチ
コンペイ島に生き残った最後の一匹の竜。額に皮の一部が変化した青く輝く「竜の石」を持っている。小助いわく臆病な性格で争いを嫌う。最後は二匹の仔竜を産んでいたことが判明する。
山田 大八郎（）
声 - 大塚周夫
軍服を身にまとった小柄な老人。珍しい物を集めるためなら手段を選ばない卑劣な性格。部下からは「山田様」と呼ばれる。「竜の石」を手に入れるも、力丸に苦戦。自分が老人であることを盾に命乞いし、力丸を銃で撃つが刀で受け止められ、海まで投げ飛ばされる。
所有する兵器や制服には▲に8と描かれたマークがある。
マイケル・コマンドー
声 - 小関一
山田が外国から雇った助っ人。寡黙な黒人の大男。モヒカン頭でスーツでキメていたり、靴を磨いていたりとお洒落な所もある。格闘技の達人であり、頑強な体と鞭を武器にポチを襲い、小助と闘うが、逆上した小助に海まで吹っ飛ばされる。作中、台詞は唸り声を上げる以外ほとんどないが、山田の言うことは理解しているようである。
部下
声 - 亀山助清、矢尾一樹
山田の部下たち。状況報告や部下への指示を主とする副官、天誅5型のパイロットなどを勤めた。
村人
声 - 鈴木勝美
コンペイ島の村人。桜子を迎えに行く小助と力丸に声をかけていた。

## 登場する兵器
山田の飛行船
シャチのような形をしている飛行船。中はとても広く居住スペースが設けられている。砲台を装備しており、警告に来た飛行艇を打ち落としていた。
よこずなくん
声 - 島香裕
お相撲ロボット。「どすこい」としかしゃべれない。力丸に海へぶっ飛ばされる。最後は小助たちにぶっ飛ばされた山田とマイケルの浮き袋代わりになっていた。
天誅5型（）
山田の自慢のロボット。エンジンは3000ccDOHCツインターボ。推定出力は900馬力。臀部に空中戦用のロケットエンジン、両腕に20ミリ機関砲が二門、背中にミサイルを二基装備。しかし小助と力丸に攻撃をすべて避けられ、破壊される。

## コンペイ島
海に浮かぶ小さな島。竜の保護のために飛行機での侵入を禁止し、本土とはホバークラフトで行き来している。島は漁村といった風景だが、竜の他にもダチョウのような鳥、怪物のような魚や爬虫類が生息している。昔から島民は「我々は竜と共にしか生きられない」と言われている。その理由は湖に咲くプットの花の花粉が空気に触れると毒を持ったものに変化し、竜がこのつぼみを食べることにより島の住人は生きながらえていたため。だが、物語の2年前に竜の石を狙い、本土や外国から多くの観光客が飛行機で来たために驚いて逃げ出した竜が各地で死亡し、同時に住人たちも死亡。そのため人口は桜子が来た時点で20人ほどにまで減少していた。

## スタッフ
- 原作 - 鳥山明
- 企画 - 週刊少年ジャンプ、集英社宣伝部、集英社ニューメディア室
- アニメーション製作 - J.C.STAFF
- 脚本 - 鳥山明、芦田豊雄
- 音楽 - 鷺巣詩郎
- プロデューサー - 大野実、宮田智行
- 撮影監督 - 森口洋輔
- 編集 - 掛須秀一、石田悟、牧岡栄吾
- 美術監督 - 石津節子
- 作画監督 - 芦田豊雄
- 監督 - 芦田豊雄
- サブキャラクターデザイン - まんどりるくらぶ
- 原画 - 松下浩美、吉松孝博、藤沢俊幸、他
- 協力 - スタジオライブ

### 主題歌
「タイタニック・シンドローム」
作詞 - 田口俊、作曲 - 小田裕一郎、編曲 - 萩田光雄、歌 - 相川恵里（東芝EMI） RT07-2225

### ソフト化
1990年3月23日に、ビクターエンタテインメントよりジャンプビデオとして発売されている。